# Xysticus aethiopicus
Xysticus aethiopicus là một loài nhện trong họ Thomisidae.
Loài này thuộc chi Xysticus. Xysticus aethiopicus được Ludwig Carl Christian Koch miêu tả năm 1875.